# Sfinx (Nestlé)
Sfinx je závod na výrobu cukrovinek sídlící v Holešově – místní část Všetuly. Byl založen v roce 1863 a funguje dodnes. Od roku 1992 patří pod skupinu Nestlé. Vyrábějí se zde nečokoládové cukrovinky, z nichž nejznámější jsou Jojo, Bon Pari, Hašlerky, Anticol a Toffo. V současnosti[kdy?] je nejrozšířenější značkou nečokoládových cukrovinek na českém trhu.[zdroj?]

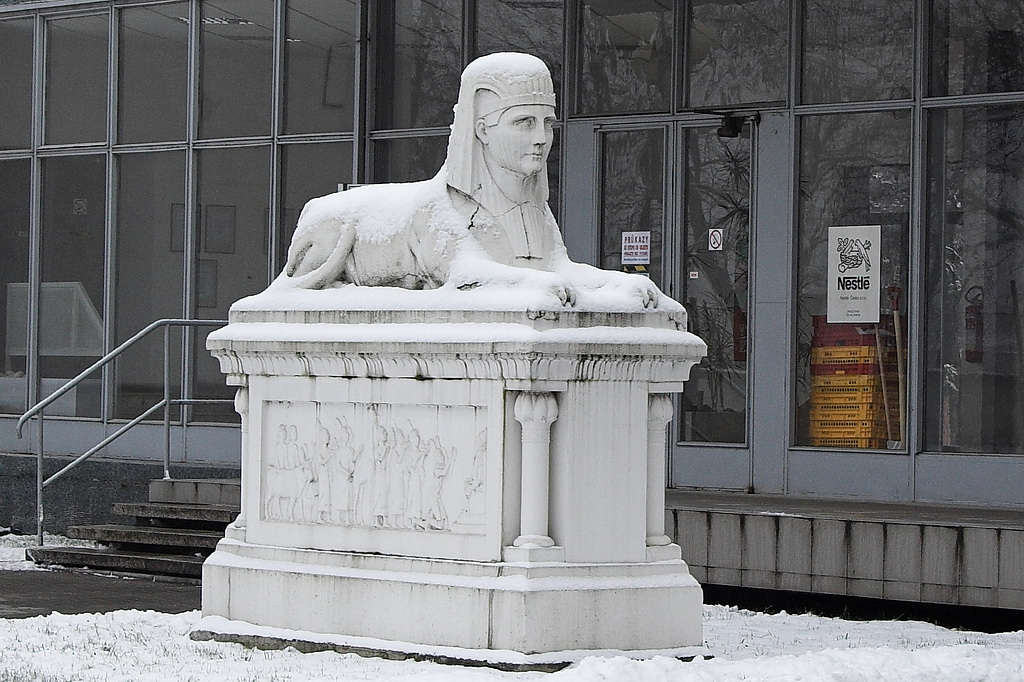
Socha Sfingy před vstupem do závodu

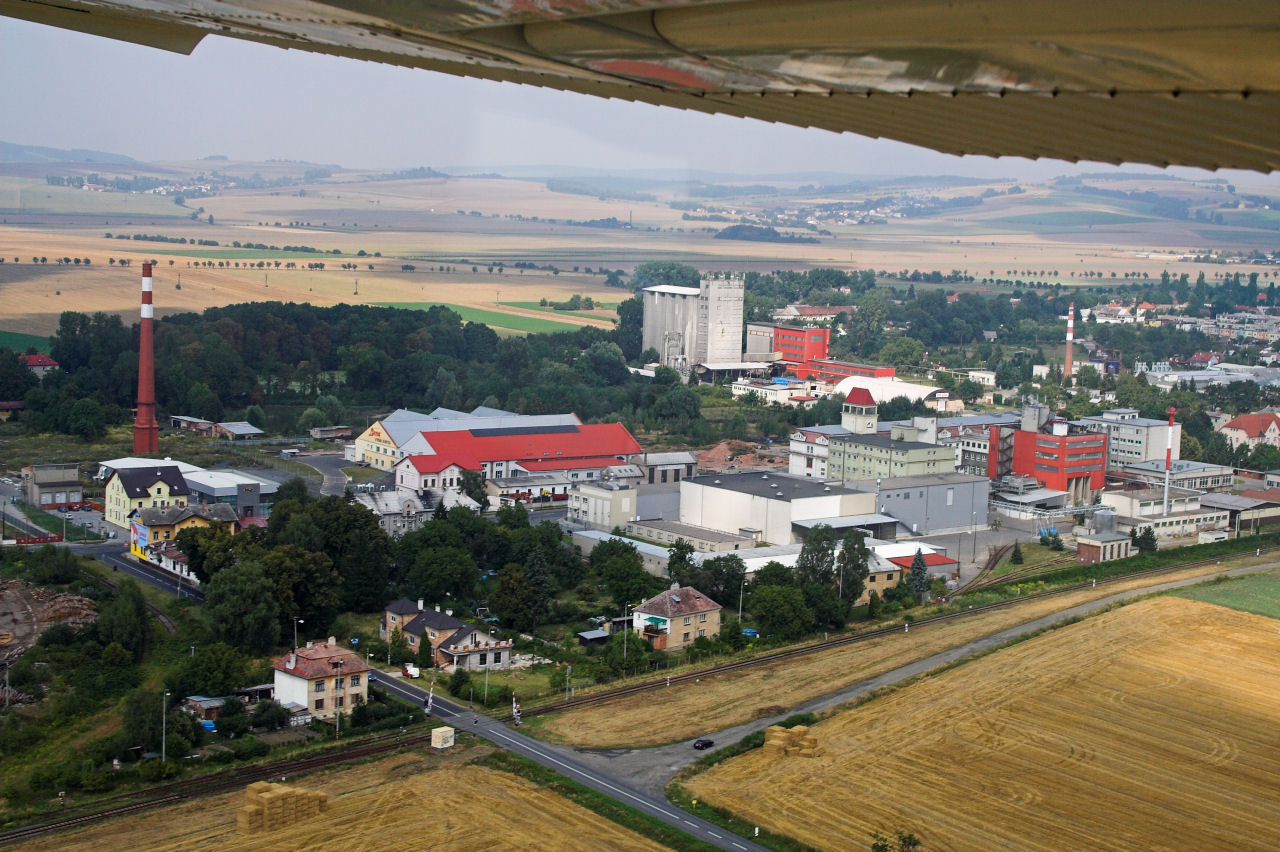
Areál továrny

## Historie
Philipp Kneisl roku 1863 založil firmu Kneisl na výrobu kandytů a cukrovinek ve svém domě – v Palackého ulice 67 v Holešově. Původně primitivní domácká výroba se rychle zvyšovala a zdokonalovala. Po krátké době firma zaměstnávala 20 dělníků a rozšiřovala se do sousední ulice dr. Groha. Po smrti zakladatele firmy vedla podnik vdova Emilie Kneislová až do roku 1900, kdy vedení přebrali synové Philipp a Rudolf Kneislovi. Výroba sortimentu se rozšířila až na 70 druhů, převážně kandytů a výrobků z ovocného cukru, dražé a pečiva.
V důsledku zvyšující se poptávky po cukrovinkách a dalšího rozšiřování výroby byla v letech 1910 a 1911 postavena nová továrna u obce Všetuly u Holešova. Výhodou bylo umístění v těsné blízkosti surovárny (již se uvažovalo o její přestavbě na rafinerii cukru) a možnost napojení vlastní vlečkou na trať Kojetín – Valašské Meziříčí. V neposlední řadě na vesnici bylo pro podnikatele výhodnější zdanění. Od roku 1912 vedl továrnu Rudolf Kneisl sám jako jediný majitel a téhož roku byla zaregistrována ochranná známka s motivem sfingy. Při příležitosti 50. výročí vzniku firmy byl továrně udělen titul Císařsko-královská privilegovaná továrna. Roku 1920 byla uvedena nová značka čokolád Peka. Firma měla více než 60 vlastních luxusních prodejen po celé zemi.
V roce 1935 bylo v reprezentativní publikaci Holešov, město a okres napsáno: K zpracování všelijakých druhů zboží se používá znamenitých surovin a pracuje se se vším hygienickým opatřením. Mimo deserty, čokoládové bonbony a čokolády v různém balení zaslouží si zmínky i kandity, fourrées, dražé, želé, fondanty atd. Veškeré uvedené druhy může nynější továrna vyráběti v libovolném množství. Heslem podniku jest: "Vždy bezvadné zboží", neboť záleží všem na tom, aby si neúmornou prací získané dobré jméno i nadále udrželi.
Za nacistické okupace pracovala továrna dál, s omezením sortimentu způsobeném příděly surovin, objevily se náhražky jako umělý med atd. Kneislova rodina se hlásila k němectví, sám Kneisl hned po okupaci vstoupil do nacistické strany. V NSDAP byla i značná část německého úřednického personálu, jeden z úředníků továrny byl okresním vedoucím NSDAP. Část budovy sloužila k výrobě a montáži součástek pro Wehrmacht.

### Postátnění podniku
Po osvobození a skončení 2. světové války byl majetek Kneislovy rodiny, včetně továrny, konfiskován československým státem a byli do něj jmenováni národní správci Josef Tihlář a Stanislav Konečný. Počet zaměstnanců po válce stoupl na 280 (bezprostředně po válce bylo v závodu jen 165 zaměstnanců). Pro zatajení zásob surovin po německých majitelích byli oba správci odvoláni a 28. října 1946 nastoupil nový správce Ing. Antonín Vémola. Závod byl znárodněn po únoru 1948 a Československé čokoládovny, n.p. Praha jmenovaly ředitelem Antonína Höniga, Vémola i nadále zůstal v užším vedení podniku. Sortiment obsahoval čokoládové i nečokoládové dražé, karamely, čokoládu a kakao. Vánoční kolekce, velikonoční zboží, čokoládové krokety i figurky byly dodávány od roku 1947 i do USA, zemí Beneluxu a Velké Británie.
Původní majitelé obnovili výrobu firmy Kneisl v bavorském Geretsriedu.
S platností od 1. ledna 1949 byl vytvořen národní podnik Sfinx, do něhož bylo začleněno šest závodů. Podnikové ředitelství n.p. Sfinx sídlilo ve Všetulích. V roce 1950 byl n.p. zrušen a Sfinx se stal součástí Jihomoravských čokoládoven Rohatec. Od roku 1953 nastoupil jako ředitel František Staňka a setrval v této funkci až do roku 1968. Od 1. října 1963 došlo k další reorganizaci, při které se Sfinx stal závodem oborového podniku Československých čokoládoven Praha – Modřany. Zároveň byl vypracován plán generální přestavby závodu včetně nových skladů, s jejichž výstavbou se začalo v roce 1964. Pro výhodné podmínky byl Sfinx rozhodnutím tehdejšího ministerstva potravinářského průmyslu určen jako hlavní závod pro výrobu nečokoládových cukrovinek a lentilek pro celé Československo.
V roce 1970 nastoupil jako ředitel Josef Polách, za jehož působení došlo k dalším stavbám s automatizací výroby. Díky ní bylo vyrobeno 17,3 tisíc tun cukrovinek proti 5 tisícům tunám v roce 1963. Byly postaveny dvě haly, kotelna, údržbářské dílny a garáže. V roce 1973 byla zahájena výstavba sociální budovy propojené zaskleným mostem přímo s výrobní halou.
V roce 1980 byla dovezena automatická linka z Francie, což vedlo k modernizaci u dalšího hlavního výrobku – lentilek. V roce 1982 byla do závodu přemístěna výroba karamel. V roce 1983 byla provedena přístavba technologické budovy, v níž byla též balírna čokoládových specialit, kroket, kočičích jazýčků, čokoládových tabuliček, které tvořily doplněk hlavní výroby kandytů, lentilek a karamel. V roce 1990 nastoupil do funkce ředitele Ing. Ladislav Sklenář.

### Součást koncernu Nestlé
Nová kapitola továrny Sfinx se začala psát v roce 1992, kdy došlo k privatizaci akciové společnosti Čokoládovny, a.s., jejíž součástí byl i závod Sfinx. Majitelem továrny se stala nově založená společnost Copart, která byla ve vlastnictví nadnárodních společností Nestlé a Danone. V roce 1999 došlo k rozdělení majetku společnosti mezi vlastníky, přičemž majitelem továrny Sfinx (a např. také čokoládovny Zora Olomouc) se stala výhradně společnost Nestlé.
Také v devadesátých letech pokračovaly přesuny technologií a koncentrace výroby nečokoládových cukrovinek do Sfinxu. K nejvýznamnějšímu nárůstu výroby došlo přesunutím výroby litých kandytů – Bon Pari – ze závodu Orion. Současný závod Sfinx vyrábí velice pestrou paletu bonbónů – dropsy, furé, lízátka, karamely, lentilky a další dražé.
V letech 2002 až 2004, v rámci projektu restrukturalizace a posílení konkurenceschopnosti výroby, byly do závodu Sfinx převedeny výrobní linky na některé želatinové a pěnové cukrovinky z bývalého závodu Maryša Rohatec. Ředitelkou byla do konce dubna 2008 Nataša Matyášová, od května 2008 pracoval ve funkci ředitele Ivan Hondré, jehož vystřídal Marco Toppino.
V říjnu 2020 společnost Nestlé oznámila ukončení výroby Lentilek od roku 2021. V holešovském závodě Sfinx bude probíhat balení čokoládových bonbonů Smarties, které vyrábí pobočka Nestlé v Hamburku, do obalu nejmenší 28gramové varianty Lentilek, která nemá plastové součásti (ekologicky nevhodné plastové součásti balení 60 g a 150 g uvedla společnost Nestlé jako jeden z důvodů ukončení výroby v Holešově).

## Vedení firmy
- Philipp Kneisl (zakladatel, od roku 1863)
- Emilie Kneislová (vdova, 1863–1900)
- Philipp a Rudolf Kneislovi (synové, 1900–1911)
- Rudolf Kneisl (syn, od roku 1912)
- Josef Tihlář a Stanislav Konečný (národní správcové, po osvobození)
- Ing. Antonín Vémola (národní správce od roku 1946)
- Antonín Hönig (1946–1949 za Československé čokoládovny, n.p. Praha; 1949 – Sfinx, n.p.)
- Jindřich Manďák (zpětně od roku 1950 závod Jihomoravských čokoládoven Rohatec)
- Vladimír Rybička (závod Jihomoravských čokoládoven Rohatec, rok 1950)
- Jaroslav Bělík (závod Jihomoravských čokoládoven Rohatec, od roku 1951)
- František Staňka (od roku 1953 samostatně Sfinx n.p.; od roku 1958 závod Moravských čokoládoven, n.p. Olomouc; od roku 1963 jako závod oborového podniku Československých čokoládoven Praha-Modřany)
- Ing. Jaroslav Hlava (závod oborového podniku Československých čokoládoven Praha-Modřany, 1968–1969)
- Josef Polách (závod oborového podniku Československých čokoládoven Praha-Modřany, 1970–1989)
- Ing. Ladislav Sklenář (závod oborového podniku Československých čokoládoven Praha-Modřany, od roku 1990; následně od roku 1991 součást Čokoládovny, a.s.)
- Nataša Matyášová (od roku 1999 součást Nestlé Čokoládovny, a.s.; součást Nestlé Česko, s.r.o. do roku 2008)
- Ivan Hondré (součást Nestlé Česko, s.r.o., do roku 2010)
- Marco Toppino (součást Nestlé Česko, s.r.o., do 30. 6. 2014)
- Ing. Jan Fišer, MBA. (součást Nestlé Česko, s.r.o., od 1. 7. 2014)